# Mappsburg (Virginia)
Mappsburg es un lugar designado por el censo situado en el condado de Accomack, Virginia  (Estados Unidos). Según el censo de 2010 tenía una población de 60 habitantes.

## Demografía
Según el censo de 2010, Mappsburg tenía una población en la que el 80,0% eran blancos; el 18,3% afroamericanos; el 0,0% eran indios americanos y nativos de Alaska; el 0,0% eran asiáticos; el 0,0% hawaianos y otros isleños del Pacífico; el 0,0% de otra raza, y el 1,7% a partir de dos o más razas. El 0,0% del total de la población eran hispanos o latinos de cualquier raza.